# Jean-Paul Thenot
 (février 2013).
Si vous disposez d'ouvrages ou d'articles de référence ou si vous connaissez des sites web de qualité traitant du thème abordé ici, merci de compléter l'article en donnant les références utiles à sa vérifiabilité et en les liant à la section « Notes et références ».
Jean-Paul Thenot est un artiste, performeur et écrivain français né le 13 novembre 1943 .
Il est l’un des premiers créateurs de l'art sociologique, l’un de ceux qui ont axé leur travail sur la communication et repensé l’art hors du concept rétinien, vers la fin des années 1960.

## Biographie
Jean-Paul Thenot a étudié la psychologie à la Sorbonne où il a suivi les cours de Jean-François Lyotard. Initié à l’analyse pendant quelques années, il travaille ensuite dans une institution qui reçoit des enfants et des adolescents présentant des troubles de l’identité et de la communication.
Jean-Paul Thenot, docteur en psychologie clinique, pratique la psychothérapie et met au point une méthode thérapeutique appuyée sur l’utilisation de la vidéo, méthode décrite dans de nombreux articles et ouvrages.
Mais la psychologie n’est pas le seul domaine à éveiller sa curiosité. Thenot est également fasciné par l’art, la sociologie ou la science d’une manière générale. Chacun de ses travaux reflète ce désir de transdisciplinarité et sa pratique relie les champs de ces différents domaines.
S’il gagne sa vie en tant que psychothérapeute, Jean-Paul Thenot est également un artiste reconnu, entre autres cofondateur du Collectif d’Art Sociologique. Il a participé à de nombreuses manifestations internationales (Biennale de Paris 1971, Musée Galliera, Paris, 1974, ICC d’Anvers, Musées d’art moderne Paris, Rio, Sao Paulo…) ainsi que la 37e Biennale de Venise en 1976.

### Débuts dans le monde de l'art
Jean-Paul Thenot s’affirme dans le monde de l’art en débutant par des interventions dans la rue entre 1969 et 1970, centrées sur l’idée de progression. Il présente des objets de la vie courante, d’une taille normale à une échelle démesurément grande. Cordes à sauter, ratières, cintres à jupes deviennent alors des objets intrigants, non seulement par leur taille excessive, mais également par le simple fait qu’ils sont placés en série dans la rue. Thenot demande aux passants ce qu’ils pensent de ces détournements, ce qu’évoquent pour eux ces objets, et quelles sont leurs sensations à leur vue. Il s’intéresse au retentissement que l’art provoque chez les gens.
À la même époque, Jean-Paul Thenot procède à des envois postaux, ses Constat d’existence. Il décrit dans ces lettres-manifestes des dizaines d’actions ou d’interventions d’artistes contemporains, sans les nommer, tels que Buren, Arman, Beuys, etc. Ces envois sont adressés à des spécialistes de l’art, mais également à un public non concerné composé de 300 personnes de diverses catégories socioprofessionnelles, choisies par des tables de nombre au hasard. En s’adressant à des destinataires anonymes, ces messages, isolés de tout contexte demeuraient partiellement incompréhensibles pour ceux qui les recevaient. Dans la perspective de l’énigme, ils acquéraient une portée réellement interrogative.
Il applique ensuite son processus de progression à des concours réalisés dans le cadre de la Biennale de Paris ou lors de l’organisation d’émission vidéo où chacun peut réaliser librement sa propre émission, exprimant ses souhaits et ses désirs.
Ses interventions ont lieu à la fois dans le champ artistique spécifique et dans le champ social global. Soutenu par François Pluchart, Pierre Restany, remarqué par d’autres comme Anne Tronche ou Jean-Marc Poinsot, son travail se révèle ensuite plus psychosocial, tant dans ses méthodes que dans sa mise en scène. Le public davantage ciblé., est choisi parmi un  échantillon représentatif de la population. Thenot demande aux personnes à travers des questions ouvertes, simples et naïves de dire ce qu’évoquent pour eux des formes, des couleurs, etc. Il questionne sur la cote des œuvres, des reproductions d’œuvres d’artistes, ou encore le travail de Duchamp. Ces résultats peuvent être utilisés dans le domaine de la sociologie, mais Thenot les expose dans des lieux d’art.

### L'art sociologique
Le mouvement de l’art sociologique est né des rencontres entre des artistes comme Michel Journiac, Gina Pane, Bertrand Lavier, Thierry Agullo, Joan Rabscall, Jocelyne Hervé, Sosno, Hervé Fischer, Fred Forest, Jean-Paul Thenot, sans oublier des critiques d’art comme François Pluchart et Bernard Teyssèdre. Pluchart lance alors un débat entre Journiac, Pane, Fischer et Thenot, à propos de leur façon de pratiquer l’art, débat qui sera publié en 1973 sous le titre « Dix questions sur l’art corporel et l’art sociologique » dans le magazine arTitudes.
Le 10 octobre 1974, le Collectif de l’Art sociologique, fondé par Jean-Paul Thenot, Hervé Fischer et Fred Forest, devient officiel grâce à la publication d’un premier manifeste dans le journal Le Monde.
L’art sociologique est une pratique artistique articulée autour de la communication. Ce mouvement utilise  des méthodes de la sociologie pour questionner de façon critique l’art et ses relations avec la société. Son projet est de faire participer autrui, de façon critique, en vue de modifier les prises de conscience
L’art sociologique part avant tout d’un objectif ambitieux : être en rupture avec une pensée rigide. Le projet est à la fois politique, épistémologique, sociologique et artistique. L’art sociologique se doit de faire bouger la société, ou mieux, de faire en sorte que la société se modifie elle-même.
Le Collectif d’art sociologique a influencé de nombreux artistes, et de nombreux critiques d’art y ont fait référence. Le Collectif a organisé des expositions et des manifestations, (l’art et ses structures socio-économiques, Galerie Germain, Paris, problèmes et méthodes de l’art sociologique, Galerie Mathias Fels, Musée Galliéra, Paris, art et communication, Institut français de Köln, Allemagne…). Il a publié des manifestes, créé l’École sociologique interrogative où il a fait intervenir des praticiens et des intellectuels, entre autres Paul Virilio, Abraham Moles, Vilem Flusser, Pierre Restany, Edgar Morin, René Lourau, Henri Lefèvre ou René Thom..
La médiatisation du mouvement lui fait perdre son caractère critique et sa valeur fondamentale de questionnement. Il implose et se dissout en 1981, au moment où il entrait dans une phase d’institutionnalisation.

### Des années 1980 aux années 2000
Les travaux de Jean-Paul Thenot se sont diversifiés après la dissolution du Collectif de l’Art Sociologique.
En 1978, il réalise, avec Jean-Pierre Giovanelli, Nous sommes tous des écrivains, une intervention qui propose aux visiteurs du Festival international du Livre de Nice de devenir les coauteurs et les copropriétaires d’un livre écrit par eux, réalisé et dédicacé sur place pendant ce Festival.
En 1980, il réalise une série d’entretiens dans le but de parodier et de critiquer la culture et le marché d’art. Il demande à des personnes quel est à leur avis l’artiste le plus représentatif et capable de servir de « valeur étalon ».
En 1981, il rend Hommage aux artistes inconnus avec le projet d’un monument commémoratif réalisé à partir de dessins, d’interventions ou de documents.
Entre 1983 et 1988, il développe une pratique thérapeutique comme pratique artistique en déplaçant la communication au-delà du concept de l’art, faisant basculer l’esthétique dans une forme d’éthique. Il édifie l’œuvre d’art en un véritable questionnement philosophique.
Thenot s’était intéressé à la vidéo qu’il avait introduite dans la relation thérapeutique ou dans des groupes notamment avec Janine Manant, au village de Botmeur, en utilisant ses possibilités de visualisation et d’éveil. Pour la première fois en France, en 1989, il fixe dans un ouvrage un cadre théorique à une pratique des psychothérapies utilisant la vidéo
À partir de 1989, Thenot  consacre un intérêt particulier pour les phénomènes invisibles et énergétiques, à la science et aux systèmes de perception globale, qui le dirigeront vers la sensibilisation aux modes de régulation vibratoire des lieux et des habitants. Il s’intéresse à la géobiologie et aux phénomènes psychiques dits paranormaux. Il publie un ouvrage en 2004, où certaines hypothèses permettent de mieux comprendre certains phénomènes, comme la voyance ou la télépathie, en se basant sur des expérimentations effectuées en laboratoire et des explications scientifiques. Son livre Les sorciers face à la science : les phénomènes paranormaux faits et preuves remet en question les façons traditionnelles de penser. En pointant des analogies entre la matière et l’esprit, cela ouvre la psychologie à une autre compréhension de la conscience et l’art à de nouvelles perspectives.

### De l'art sociologique à l'esthétique du Tao
L’esthétique du Tao est une réflexion que Jean-Paul Thenot a initiée, notamment entre 2005 et 2007. Il s’agit de montrer l’invisible, de prononcer l’inaudible, de ressentir l’insensible. Il faut éveiller l’individu à ses propres sensations. L’esthétique du Tao, c’est tenter de poser des mots sur l’indicible. Cette démarche marque beaucoup tout le travail de Jean-Paul Thenot.
C’est éveiller chez l’homme une révolution de sa sensibilité et souligner l’intérêt que l’on porte, en tant que conscience, à sa présence dans le monde, qu’elle soit physique, énergétique ou spirituelle

## Œuvres

### Signatures
Jean-Paul Thenot a travaillé sur des installations autour de la signature d’artiste, et de ses significations. Partant de l’idée que parfois l’artiste est devenu un fétiche et sa signature un logo à l’égal de n’importe quelle marque, la valeur marchande de la signature compte alors  plus que la valeur artistique de l’œuvre.
La signature peut être vue comme « trace du corps glorieux de l’artiste ». Entre 2008 et 2009, Thenot a proposé des signatures d’artistes en trois dimensions, comme des signatures qui seraient sorties de leur toile pour prendre forme dans des matériaux physiques et solides comme du bois. La signature, mise en évidence dans une installation, avec des jeux de matières, ou des jeux d’ombres, devient palpable. Thenot montre ainsi son intérêt pour l’esthétique de la graphie, mais également pour la capacité marchande que renferme une signature dans le monde de l’art. En détachant la signature de l’œuvre et en la posant au regard de tous, Jean-Paul Thenot met l’auteur et l’observateur sur un pied d’égalité. Dans ces installations, il tente de rendre à la signature son pouvoir symbolique, en montrant qu’il s’agit avant tout d’un reflet de l’individu qui la crée.

### Ghosts of Art
Thenot est allé encore plus loin dans ce travail en proposant des installations qui mettent en scène des signatures en feu. Ce travail soulève encore une autre question, qui est celle de la survivance de l’artiste dans le temps. En faisant brûler la signature, Jean-Paul Thenot propose l’idée que « c’est quand une chose commence à disparaître que le concept apparaît ». Les signatures d’artistes sont aujourd’hui, pour certaines encore plus que pour d’autres, devenues de véritables logos, des arguments de vente. Faire brûler ces symboles marchands, c’est faire revenir les artistes pour leur travail avant tout, c’est montrer les créateurs, et mettre en avant leur caractère mythique. Thenot fait disparaître les signatures des artistes pour les faire vivre autrement, et faire survivre ces artistes à leur propre disparition.

### Cabinet de voyance: l'attente de l'inattendu
Entre 2010 et 2011, Jean-Paul Thenot travaille sur l’acte de voyance. Il montre comment le regardeur devient le regardé. La voyance expose la vie de l’individu comme un peintre expose une toile. L’individu devient le tableau. Le temps prend également une place prépondérante dans cette représentation de l’être. Dans sa conception de l’acte de voyance comme laboratoire esthétique, il eut l’assistance de Judith Kazmierzak. Le savoir secret du passé, du présent et d’un futur potentiel circulent par le biais d’un entretien et du langage. C’est une vision esthétique de la stratégie du jeu existentiel.
Le support et l’intermédiaire de ce jeu de rencontre est le traditionnel Yi King, le plus vieux livre divinatoire, le Livre des Changements, texte fondateur de la civilisation chinoise. Le seul paiement possible de cet échange ne peut être que symbolique, car toute transaction avec le temps ne peut être réglée que par de la monnaie de l’absolu…

### Topographie de l'invisible: la vie cachée des musées
Jean-Paul Thenot a fourni un travail concernant ce qu’il appelle la topographie invisible des lieux. Il travaille en réalité sur cet aspect de l’environnement depuis le début des années 1990, mais ce n’est qu’à partir de 2010 qu’il reprend une théorie, corroborée par des laboratoires américains, concernant la qualité de vie des gens selon leur environnement, pour revisiter les musées. Certains lieux seraient propices aux sensations positives, tandis que d’autres tendraient vers le malaise. L’homme est dépendant de son environnement, il subit ce qui lui vient des rayonnements telluriques et cosmiques. Ce sont les déséquilibres dans ces rayonnements qui influent sur l’individu. Des appareils scientifiques peuvent mesurer les nuisances. Avec un travail d’apprentissage, l’homme peut faire le constat de ces sensations à mains nues, bien que rien ne soit réellement visible.
Jean-Paul Thenot propose d’apporter des soins thérapeutiques en réduisant les nuisances dues au sol ou en aménageant de nouveaux espaces à vivre. Il s’agit d’ausculter l’invisible des lieux pour comprendre ce qui peut provoquer des maladies. Cette proposition repose en l’idée d’implanter des lieux d’accueil favorables dans les lieux publics au niveau de l’équilibre cosmo tellurique, et de choisir des matériaux de construction adéquats
Conservant son potentiel sociocritique et questionneur avec son « Petit traité d’existence à l’usage des jeunes artistes et des amateurs d’art » Thenot semble faire du furtif et de l’inaperçu le critère-même de l’accomplissement artistique. Ce que Jean-Paul Thenot met en œuvre, c’est la tentative d’éveiller la sensibilité et le désir de connaitre au-delà du visible et de l’ériger en acte artistique.
Pour la santé comme pour les émotions et les sentiments éprouvés, il serait utile de savoir si la plupart des œuvres et des chefs-d'œuvre de l’humanité sont bien situés, ainsi que leurs regardeurs. Mais pour cela il faudrait faire une analyse systématique des musées et des lieux où sont exposées des œuvres d’art…

## Lieux d'exposition

### Allemagne
- Neuenkirchen : Galerie Falazik, photo, film, vidéo, 1975.
- Cologne : Institut français, Art Sociologique 3, 1975.
- Göttingen: Göttingen Kunstverein, Photo, film, vidéo, 1976.
- Oldenbourg : Oldenburg Kunstverein, Photo, film, vidéo, 1976.
- Cassel : Kunstgardenshow, 1981.

### Argentine
Buenos Aires

CAYC, art sociologique, 1975.

CAYC, vidéo, 1975.

Centre Art et Communication, 1977.

### Australie
Sydney

Gallery of Contemporary Art, 1973.

Deuxième Biennale de Sydney, 1976.

Université de Sydney, Art Core Meltdown, 1979.

### Belgique
Liège

Galerie Yellow Now, 1971.

Galerie Flux, 2010.

Anvers

Internationaal Cultureel Centrum, 1975.

ICC, rencontres vidéo, 1976.

Galerie Kontakt, 1976.

Internationaal Cultureel Centrum, Mail Art, 1981.

Bruxelles

Schede, itinerante et éphémère, 1977.

École Nationale Supérieure, Architecture et Arts, 1978.

Vriej Universiteit, 1981.

Genval-Lac

Revue + - 0, Débat Art Sociologique, 1979.

### Brésil
Sao Paulo

Galerie de France, 1974.

Museu de Arte Contemporanea, 1975, 1977.

Seizième Biennale de Sao Paulo, 1981.

Rio de Janeiro

Musée d’art contemporain, 1975.

Arapongas

Internacional Artes, Faculdade Cientas Letras, 1980.

### Canada
Winnipeg

University of Manitoba, School of Art, 1976.

Montréal

Institut d’Art Contemporain, 1977.

Vehicule Art, 1979.

Ottawa

National Gallery of Canada, 1977.

Waterloo

Art Gallery, 1977.

Calgary

Alberta College of Art Gallery, 1979.

### Danemark
Aarhus

Aarhus Museum, Vidéo, 1976

Copenhague

Peace International Event, 1977

Skagen

Galleri Guld, 1981.

Hjorring

Skibsby Artcenter, 1981

### Espagne
Barcelone

Centre Miro, Rencontres Vidéo, 1977.

Centre de Documentation d’Art Actuel, 1980.

### France
Paris

7e Biennale de Paris, 1971.

Galerie Yvon Lambert, 1972.

Musée Art Moderne, ARC, Vidéo, 1974.

Galerie Mathias Fels, 1974, 1975.

Galerie Rencontres, 1974.

Galerie Germain, Art Sociologique 1, 1975.

Galerie Mathias Fels, Art Sociologique 2, 1975.

Musée Galliera, 1975.

Musée d’art moderne, ARC, art socio écologique, 1975.

École Sociologique Interrogative, 1976.

Galerie Shandar, Semaine du Son, 1977.

Galerie Liliane Vincy, 1977.

Musée Art Moderne, Colloque Art Sociologique et A.P.G. Paris, 1979.

Nice

Galerie Space 640, St Jeannet, 1973

Théâtre de Nice, 1973

Aspects de l’avant-garde en France, 1974

Festival International du Livre, 1978

Musées de Nice, Galerie Art Contemporain, 1978.

Galerie Calibre 33, 1979.

Bibliothèque Louis-Nucéra, Conférence, 2007.

Chartres

Interventions dans la rue, 1969.

Bibliothèque de Chartres, 1970.

Botmeur

La vie quotidienne à Botmeur, vidéo, 1976.

Perpignan

Enquête du Collectif Art Sociologique, 1976.

Cergy-Pontoise

Centre Culturel André Malraux, 1981.

Ville d’Avray

Hôpital de Ville d’Avray, Journées du psychodrame, 1981.

### Grande-Bretagne
Oxford

Museum of Modern Art, 1971.

Newcastle

Northern Art Gallery, 1972.

Liverpool

Liverpool Academy of Arts, 1979.

### Italie
Venise

Trente Septième Biennale de Venise, 1976.

Ferrara

Vidéo, 1975.

Parma

CDO, Postal Encounter, 1977.

CDO, Mail, 1978.

Naples

Centre expérimental, 1978.

Castel San Giorgio

Centro di Documentatione, 1981.

Salerne

Salone Palazzo Massimo, 1981.

### Japon
Nagano-Ken

Galerie Maki, 1976.

Kyoto

Art Core Gallery, 1977.

Kyoto International Art Center, Fushimi-Ku, 1980.

Nagoya

Fine Art Institute, 1978.

Tokyo

Japan National Video Committee and CAYC, 1978.

### Mexique
Mexico

Colegio National Comunicacion, Vidéo, 1977.

Museo Des Artes, 1979.

### Nouvelle-Zélande
Wellington 

National Art Gallery, 1977.

### Pologne
Varsovie

Galeria Współczesna, 1975, 1977.

Galeria MDM, 1981.

Lublin

Galeria Labyrint, 1977.

Poznań

Galerie Remont, 1978.

Galeria Rysunku, 1980.

Maximal Art Gallery, 1981.

Cracovie

Palais des Beaux-Arts, 1980.

Białystok

Galeria Znak, 1980.

Gdańsk

Galeria GN, 1981.

Wrocław

Galeria Jatki, 1981.

### Suède
Lund

Galerie S :t Petri, 1980, 1981.

Malmö

Musée de Malmö, Conférence, 1980.

### Suisse
Genève

Galerie Marika Malacorda, 1977.

Lucerne

Postcards im Druckereibüro, 1977.

À Propos, Audio Art, 1978.

À Propos, Rubberstamps by Artists, 1979.

### États-Unis
New York

Contemporary Arts Gallery, 1975.

Art Institute, Help Show, 1981.

Los Angeles

Institute of Contemporary Arts, 1978.

San Francisco

Dadaland, visual poems, 1978.

Diego Rivera Gallery, 1978.

Storrs

University of Connecticut, 1979.

Amherts

Hampshire College, Massachusetts, 1980.

Berkeley

Heller Gallery, University of Berkeley, Californie, 1980.

River Falls

Galerie 101, 1981.

Philadelphie

Samuel Paley Library, 1981.

Gulfport

Post Industrialisms, Floride, 1981.

Santa Barbara

Contemporary Arts Forum, 1983.

Fort Wayne

Art Space, Indiana, 1983.

Denton

Hickory Street Art Gallery, 1981.

### Venezuela
Caracas

Rencontres Internationales Vidéo, 1976.

Museo de Arte Contemporanéo

### Yougoslavie (Serbie)
Belgrade

Expanded média, 1975

## Publications

### Ouvrages
- Vidéothérapie, l’image qui fait renaître, Paris, Greco, 1989.
- Les Sorciers face à la science, le paranormal faits et preuves, Monaco, Le Rocher, 2004.
- Cent lectures de Marcel Duchamp, Crisnée, Yellow Now, 2006.
- Una poetica dell’essere, Jean-Pierre Giovanelli, Gènes, Il melangolo, 2006.
- Petit traité d’existence à l’usage des jeunes artistes et des amateurs d’art, Grenoble, Critères Éditions, 2012.

### Écrits divers
- Constat d’existence, envoi postal, juin 1970, publié par François Pluchart, in Combat no 8083, Paris, juillet 1970, repris par Michel Ragon, in L’art, pour quoi faire ? Paris, Casterman, 1971.
- Constat numéro 2 envoi postal, mai 1971.
- Constat numéro 3 envoi postal, septembre 1971.
- Concours des progressions, 7°Biennale de Paris, 1971. Liste des gagnants et poster du lauréat, in Artitudes' International, n° 3, Paris, décembre 1971. Membres du jury : Jacques Caumont, Jean-Michel Janin, Jean-Marc Poinsot, Daniel Pype et Raphaël Sorin.
- Concours vidéo, Catalogue Galerie Yellow Now, Liège, 1971.
- Règlement du sondage-concours sur « La création artistique en France », et bulletin-réponse, Paris, in Artitudes n° 5, mars 1972.
- Résultats du sondage-concours sur « La création artistique en France », Paris, in Artitudes, n° 8/9, juillet/sept 1972.
- Pour une arthérapie, envoi postal, 1972.
- Information sur un mode d’investigation, publié par Jean-Marc Poinsot, in Enquête sur l’art contemporain, 8° Biennale de Paris, 1973.
- Champ artistique spécifique et champ non spécifique, in Artitudes International, Paris, juillet 1974.
- Pratique artistique et interventions sociologiques, in Catalogue Galerie Germain, Paris, octobre 1974, in Catalogue Collectif Art Sociologique, Musée Galliera, Paris, 1975, in Hervé Fischer Théorie de l’art sociologique, Paris, Casterman, 1977.
- Manifeste 1 de l’art sociologique (Fischer, Forest, Thenot) in Le Monde, Paris, 10 octobre 1974.
- Identités, méthodologie d’une enquête, in Artitudes International, Paris, novembre 1974.
- Qu’est-ce que l’art sociologique ? in Galerie Jardin des arts, n°145, Paris, mars 1975.
- À propos de quelques méthodes, in Catalogue Galerie Mathias Fels, Paris, mars 1975 et in Catalogue Collectief voor Sociologische Kunst, ICC Anvers, avril 1975.
- Esquisse méthodologique, in Catalogue Collectif Art Sociologique, Musée Galliera, Paris, juin 1975.
- Manifeste 2 de l’art sociologique (Fischer, Forest, Thenot), envoi postal, mai 1975.
- Art Sociologique, in revue + - 0 n° 8, Bruxelles, mars 1975.
- Kunstlerische praxis und Soziologisches Eingreinfen, in Magazin Kunst no 67-68, Mainz, 1975.
- Manifeste 3 de l’art sociologique (Fischer, Forest, Thenot), in Catalogue de la Biennale de Venise, Venise, mai 1976.
- Manifeste 4 de l’art sociologique (Fischer, Forest, Thenot), envoi postal, février 1977.
- Outside official circuits and for a different vision of reality, in CDO, Parma, 1977.
- École sociologique interrogative : pratique médicale et pratique sociale, in revue + - 0, n° 16, Bruxelles, février 1977.
- Sociological Art Group, from Europe 1977, in Art Contemporary, n° 9, vol 3, no 1, San Francisco, La Mamelle, 1977.
- Contrat socio-thérapeutique, in Catalogue 03-23-03, Premières Rencontres Internationales d’Art Contemporain, Montréal, 1977.
- Art as activity in the context of reality, in Catalogue Galeria Labyrint, Varsovie, 1977.
- Repères sur des travaux effectués entre janvier 1969 et juillet 1976, in Art Sociologique, Vidéo, Fred Forest, Paris, UGE, Coll 10/18, 1977, pp 203–227.
- Qu’est-ce que la cuisine ? in Info Artitudes n° 20, Paris, juillet 1977.
- Art Sociologique, in Sydney’s Concealment, Falling Lomholt Press, 1978.
- Projet de lecture intersubjective, in Intact, n° 4, Nice, 1978.
- Praktyka artystyczna i teoria sztuki socjologicznej, in Sztuka, 37688, Varsovie, « The Open Letter » of Stanislaw Urbanski, 4/5/78, 1978.
- Une mise en question des codes sociaux, in revue + - 0, Genval-Lac, n°23-24, Bruxelles, octobre 1978.
- Marcel Duchamp and Duchamp Marcel, in Catalogue Duchamp, an European Investigation, Alberta College of Art Gallery, Calgary, oct 1979.
- Nous sommes tous des écrivains, in revue + - 0, n° 27, Bruxelles, 1979.
- Le matériau d’art est le champ social, in Vidéo Corpus, Institut d’Étude et de Recherche en Information Visuelle, Lausanne, 1979.
- La mise au silence, in Critique de la critique, Jean-Pierre Giovanelli, Musée Chéret, Nice, 1979.
- École Sociologique Interrogative à vendre, (F. Forest - J.P. Thenot), in Art Press, janvier 1981.
- Nouvelles propositions théoriques, (F. Forest – J.P. Thenot), envoi postal, 1981.
- Collectif Art Sociologique, suite et fin, Manifeste d’autodissolution du Collectif, (F.Forest – J.P. Thenot), in Intervention, n° 12, « Art et Société », Québec, juin 1981.
- Cent lectures de Marcel Duchamp, in Jean-Paul Thenot, Catalogue Galeria Znak, Bialystok, août 1981.
- Le psycho-vidéo-drame, un miroir parlant ? (Coll. J.L. Tivolle), in Dialogue, no 74, AFCCC, « Communication, réflexion critique », Paris, 1981, pp 41–53.
- Les vrais chauffards sont les artistes inconnus, in Catalogue Mendonza, Nice, 1981.
- Le musée et autres lieux communs, in Intervention, n° 15/16, Québec, juin 1982.
- L’art comme mise en miroir du réel, in Anterem n° 20/21, anno VII, rivista di ricerca litteraria, Vérone, 1982.
- La dimension du semblant dans les psychothérapies utilisant la vidéo, in Etudes psychothérapiques, n° 68, Toulouse, Privat, 1987, pp 143–151.
- L’image qui fait renaître, in Lund Art Press, Lund University-School of Architecture, Department of theoretical and applied aesthetics, Vol. 1, n°2, Lund, 1989, pp 66–69.
- Mettre en lumière les échanges entre mère et enfant par la vidéothérapie, in Dialogue, no 112, Paris, AFCCC, 1991, pp 98–109.
- Le jeu de la bobine comme allégorie vidéographique, in Études psychothérapiques, L’œil, no 3, Paris, Le Centurion, 1991, pp 173–184.
- Vidéothérapie : jeux de regard et projection de l’imaginaire, in Soins en psychiatrie, Paris, no 127, 1991, pp 15–19.
- Le double, le corps et la vidéo : des images d’une inquiétante étrangeté, in Pratiques corporelles, no 94, Nîmes, 1992, pp 27–33.
- Pour une thérapie de l’habitat : l’influence du lieu et de la construction sur la biologie de l’être humain, in Bulletin du transpersonnel, no 28, Ass. Française du Transpersonnel, Paris, octobre 1992, pp. 3–15.
- Les monochromes ne sont plus ce qu’ils étaient, in Y a-t-il encore une avant-garde ? Témoignages en hommage à la revue + - 0, Gerpinnes, Tandem, 2003, pp 74–93.
- Esthétique du Tao, in Flux News no 34, Liège, 2004, pp 25–27
- Le illusioni dell’onnipotenza, in Guddesign, no 7, Firenze,  marz 2007 p 18
- Le point de disparition de l’art, in Flux News n° 49, Liège, avril 2009
- Le Temps ready made, in Flux News n° 50, Liège, oct-nov-dec 2009
- Le musée des signatures, in Flux News n° 51, Liège, jan-fev-mar 2010
- La part invisible des lieux. Topographie invisible du Mamac de Liège, in Flux News n° 55, Liège mai 2011
- Les mots dans le petit traité d'existence, in Flux News n° 60, Liège, janvier 2013, p20-21